# São Miguel das Matas
São Miguel das Matas este un oraș în statul Bahia (BA) din Brazilia.